# 능동적 학습
능동적 학습(active learning)은 학습과정에서 학생의 참여를 그 무엇보다도 강조하는 개념으로 수동적 학습(Passive Learning)과 대비되는 개념이다.  벤저민 블룸의 교육학습 분류체계에서는 지식(Knowledge), 이해(Comprehension), 응용(Application), 분석(Analysis), 종합(Synthesis), 그리고 평가(Evaluation)로 인식 및 학습수준을 나누고 있는데,
- 지식 단계 : 이해를 필요로 하지 않는 사실, 용어, 기본 개념, 대답 등을 숙지하는 단계

ex. 사과의 종류 세가지를 말하시오
- 이해 단계 : 구성, 비교, 번역, 해석, 묘사, 주관념의 진술 등으로 사실이나 관념에 대한 이해를 보여주는 단계

ex. 대구사과와 아오모리사과의 구분되는 특징을 비교를 통해 서술하시오
- 응용 단계 : 획득한 지식, 사실, 기술, 규칙 등을 활용하여 새로운 상황에서 발생한 문제를 해결하는 단계

ex. 비타민 C의 결핍으로 발생하는 질병인 괴혈병을 사과로 예방할 수 있을까?
- 분석 단계 : 정보검증을 통해 각 구성부분들의 연결상태나 인과관계를 파악하여 추론이나 일반화를 위한 근거를 찾는 단계

ex. 사과로 만든 음식을 내는 4가지 방법에 대해 서술하고, 어떠한 방법이 건강 상 이점이 있는지 설명하라. 단, 주장을 뒷받침하는 참고사항을 기재할 것
- 종합 단계 : 다양한 요소들을 조합하여 구조나 패턴을 형성하는 단계

ex. 재료선정을 달리하여 건강에 좋지 않은 사과파이를 건강식으로 바꾸고, 기존의 재료와 바뀐 재료 각각의 건강 상 이점에 대해 논하시오
- 평가 단계 : 정보, 관념의 유효성, 업무의 질 등을 일정한 기준을 통해 판단하여 자신의 의견을 게재하는 단계

ex. 어떤 사과가 파이를 만드는데 최고이며 왜 그런가?
능동적 학습에서는 학습자가 궁극적으로 평가 단계까지 가장 효과적으로 도달하게 만들기 위해 발표, 토론, 의사소통 등을 통해 학생의 수업참여를 유도하고 이를 가능케 하기 위한 방법으로 세미나 형식(소수인원)이 수업 등의 방법이 사용되고 있다.